# Kupka zarodni

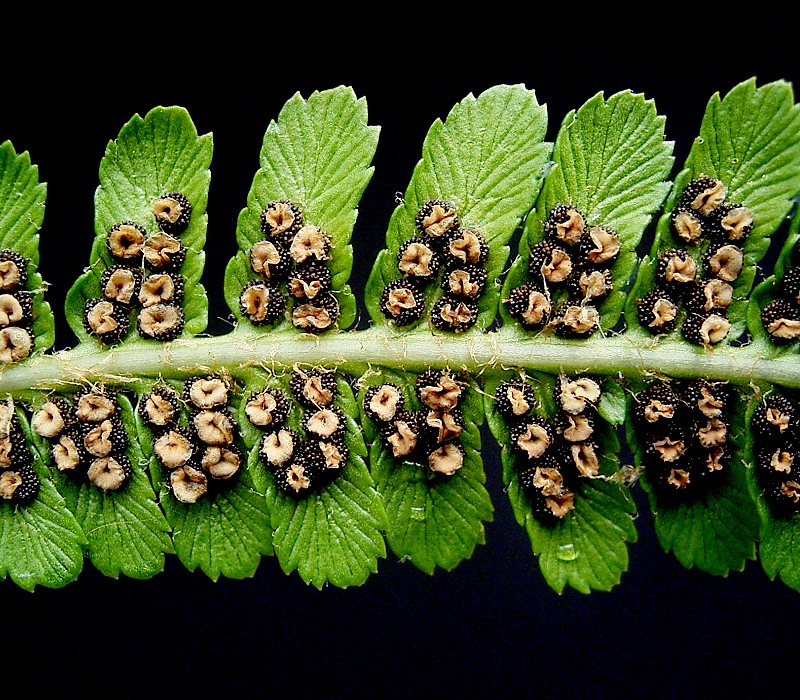
Kupki zarodni na listkach nerecznicy samczej

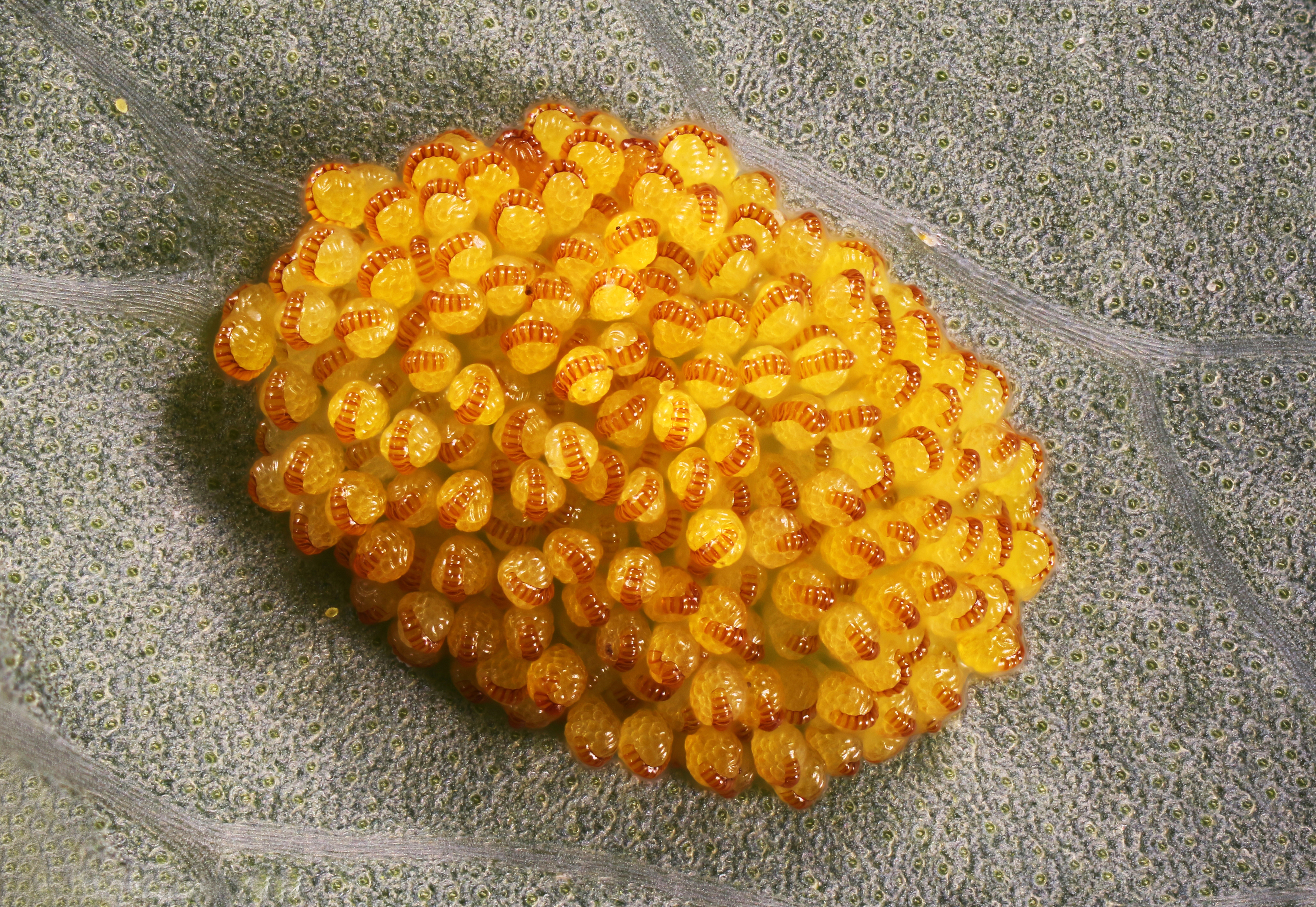
Kupka zarodni na liściu Polypodium aureum

Kupka zarodni, sorus (łac. sorus, l.mn. sori) – zebrane w kupki zarodnie.
U paproci sori mogą wyrastać na dolnej stronie lub na brzegu blaszki liściowej. Często otoczone są zawijką. Morfologia kupek zarodni ma duże znaczenie przy oznaczaniu gatunków paproci.
U makroglonów nazwą sori określa się nie tylko skupiska zarodni, ale też plemni.
U grzybów sorusy występują u skoczkowców (Chytridiomycota). Np. w zaatakowanych przez Synchytrium endobioticum komórkach bulw ziemniaka powstają sorusy zawierające 5–9 zarodni pływkowych.